# Eupsophus calcaratus
Eupsophus calcaratus (Günther, 1881) è un anfibio anuro della famiglia Alsodidae.

## Distribuzione e habitat
Questa specie è comune nell'ecoregione delle foreste temperate di Nothofagus del Cile e dell'Argentina.